# بارانلو
بارانلو هي قرية في مقاطعة تبريز، إيران. عدد سكان هذه القرية هو 1,169 في سنة 2006.